# Jüdischer Friedhof (Deidesheim)
Der Jüdische Friedhof in Deidesheim (Landkreis Bad Dürkheim, Rheinland-Pfalz) war der Begräbnisplatz der jüdischen Gemeinde des Ortes. Er ist nach dem Denkmalschutzgesetz des Landes Rheinland-Pfalz als schützenswerte Denkmalzone ausgewiesen.

## Geschichte
Spätestens seit der Zeit um 1700 hatte die jüdische Gemeinde Deidesheims einen eigenen Friedhof, der neben der christlichen Begräbnisstätte angelegt wurde. Der älteste Grabstein, dessen Beschriftung sich noch erkennen lässt, stammt aus dem Jahr 1712; erstmals erwähnt wurde der Friedhof im Jahr 1718.
Einen Tag nach der Reichskristallnacht, am Abend des 10. November 1938, wurde der Jüdische Friedhof von Mitgliedern der SA verwüstet. Dabei wurden Grabsteine umgeworfen, außerdem Bäume und Sträucher abgeholzt. Die fünf zu diesem Zeitpunkt noch in Deidesheim lebenden Juden wurden vom Deidesheimer Bürgermeisteramt aufgefordert, die Unordnung zu beseitigen. Diese verwiesen das Bürgermeisteramt allerdings an den israelitischen Landesverband in Landau, da mit dem Verkauf der Deidesheimer Synagoge 1936 die Gemeinde erloschen und der Landesverband seitdem der Besitzer des Friedhofs sei. Die gröbste Unordnung wurde im Dezember 1938 schließlich von städtischen Arbeitern beseitigt.
Der Deidesheimer Bürgermeister stellte 1941 und 1942, nachdem er beim ersten Mal keine Antwort erhalten hatte, beim Neustadter Landratsamt einen Antrag auf kostenlose Überlassung des jüdischen Friedhofs. Das Landratsamt forderte daraufhin die Bezirksstelle Karlsruhe der Reichsvereinigung der Juden in Deutschland auf, mit Deidesheim in dieser Sache einig zu werden. Zwar sicherte Deidesheim dem Leiter der Bezirksstelle, Karl Eisemann, zu, den Friedhof wiederherzustellen und garantierte, die Ruhefrist der Gräber zu wahren. Eisemann antwortete jedoch darauf, dass die Reichsvereinigung den Friedhof nur bei einem angemessenen Preis abgeben könne. Nachdem eine Besichtigung des Friedhofs vonseiten der Reichsvereinigung erfolgt war, wurden 100 RM für den Verkauf vorgeschlagen, worauf der Bürgermeister Deidesheims einging. Am 2. Juni 1943 wurde der Verkauf notariell besiegelt. Der Verkaufspreis betrug 500 RM, von denen 400 RM für Aufräumarbeiten veranschlagt wurden, und 100 RM an die Reichsvereinigung der Juden in Deutschland flossen. Pläne des Deidesheimer Stadtrats, in der südwestlichen Ecke des Friedhofs einen Ehrenhain für Gefallene zu errichten, wurden bis Kriegsende nicht mehr verwirklicht.
Am 8. Februar 1946 mussten auf Anweisung der französischen Militärverwaltung alle ehemaligen Angehörigen der NSDAP, insbesondere frühere SA-Mitglieder, den jüdischen Friedhof wieder in einen würdigen Zustand versetzen. Die Arbeiten dauerten sieben Tage, jedoch konnten nicht alle Grabmäler wiederhergestellt werden. Im Juni 1951 versuchte die Kultusgemeinde der Rheinpfalz, die Stadt Deidesheim zu einer freiwilligen Rückgabe des Friedhofs zu überreden, doch Deidesheim lehnte dies ab; dies sei nur bei Begleichen der entstandenen Kosten möglich. Auch eine zweite Anfrage der Kultusgemeinde in dieser Sache im September 1953 blieb ohne Erfolg. Der jüdische Friedhof gehört der Stadt Deidesheim noch heute. Nach 1945 wurde niemand mehr auf dem jüdischen Friedhof beigesetzt. Die Aufgabe, den jüdischen Friedhof zu pflegen und instand zu halten, wurde seit damals von der Stadt Deidesheim wahrgenommen. Am 7. Dezember 1988 wurde der Jüdische Friedhof unter Denkmalschutz gestellt.

## Anlage

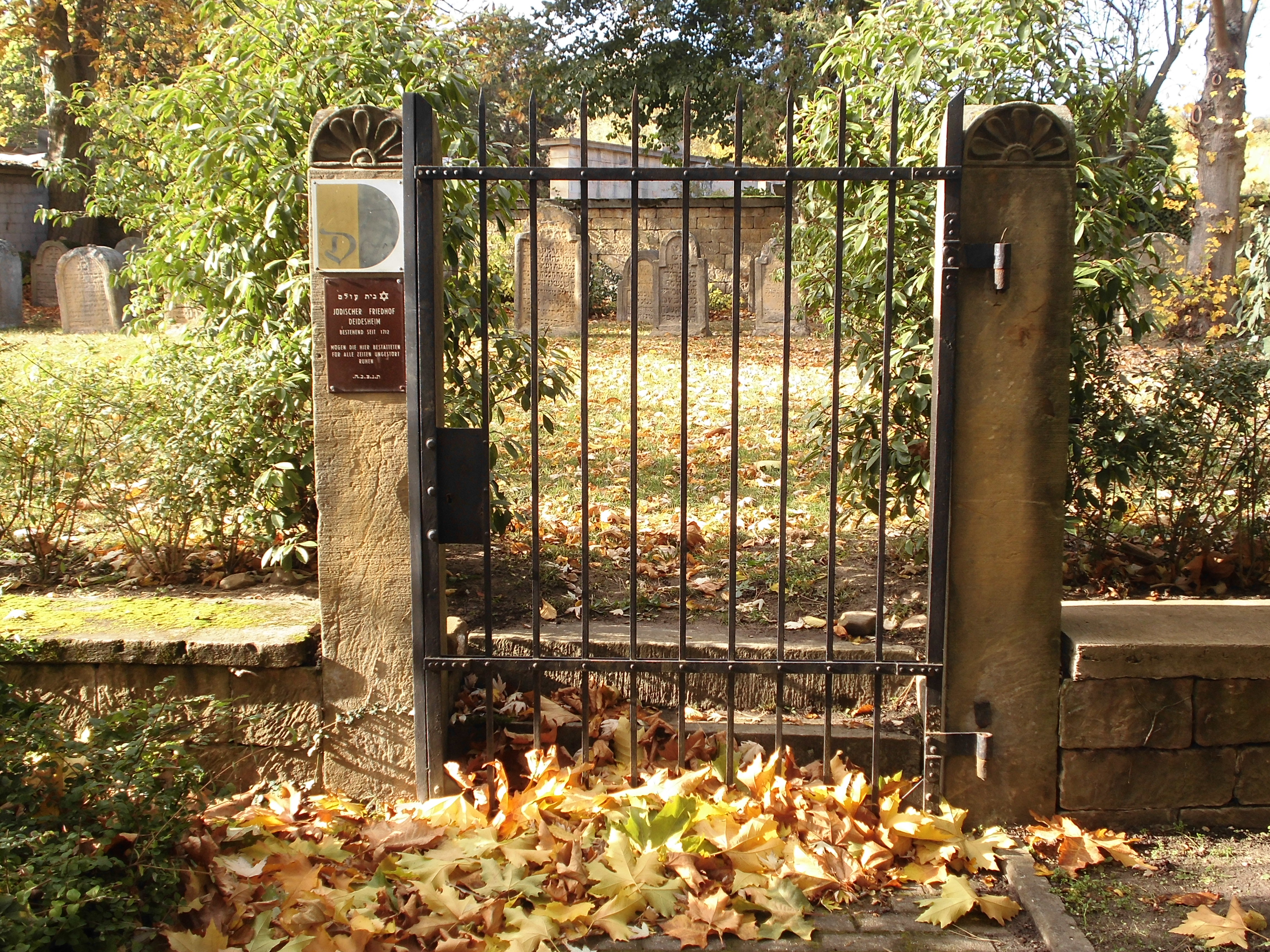
Eingangsportal

Auf dem Jüdischen Friedhof, der am Platanenweg liegt, sind 95 Grabsteine erhalten. Ihre Vorderseiten weisen Richtung Osten. Es handelt sich bei den älteren Grabsteinen – denjenigen, die bis zur Mitte des 19. Jahrhunderts aufgestellt wurden – meist um Sandsteinstelen, deren oberen Enden abgerundet sind. Sie sind alle mit hebräischer Aufschrift versehen. Ab 1860/70 wurde die Form der aufgestellten Grabsteine mehr denjenigen des christlichen Friedhofs angepasst, die Grundform blieb jedoch dieselbe. Die Grabsteine dieses Zeitabschnitts tragen teilweise auch deutsche Inschriften. Der Friedhof ist zum Teil mit einem lebenden Zaun umfriedet, der im 18. Jahrhundert zum ersten Mal erwähnt und 1984 erneuert wurde. Das Eingangsportal stammt aus dem Jahr 1888, der älteste Grabstein aus dem Jahr 1712 und der jüngste Grabstein aus dem Jahr 1933.